# フィリップ1世 (ナミュール侯)
フィリップ1世（Philippe I, 1175年 - 1212年10月9日）は、ナミュール侯（在位：1195年 - 1212年）。高潔侯と呼ばれた。

## 生涯
フィリップ1世はエノー伯ボードゥアン5世とフランドル女伯マルグリット・ダルザスの次男で、父方の祖母はアリス・ド・ナミュールである。
父ボードゥアン5世はナミュールをルクセンブルクから独立させるため、1190年に伯父ルクセンブルク伯ハインリヒ4世と戦い、1194年に神聖ローマ皇帝ハインリヒ6世はナミュールを侯領とすることを宣言した。ボードゥアン5世の遺言により、ナミュールはエノーの封土としてフィリップ1世が継承した。しかし、ルクセンブルク伯ハインリヒ4世の娘エルメジンデと結婚したバル伯ティボー1世はナミュールを手放すことを拒否し、フィリップを攻撃しナミュールでフィリップを包囲した。この戦いは1199年7月26日にディナン条約が締結されるまで3年間続き、この条約においてフィリップ1世がナミュール侯と認められた。
フィリップ1世は、兄フランドル伯ボードゥアン9世が第4回十字軍に参加している間にエノー伯領の摂政となり、ボードゥアン9世の2人の娘ジャンヌとマルグリットの後見人をつとめた。
アドリアノープルにおいて兄ボードゥアン5世が捕らえられた後、フィリップ1世はポン＝ド＝ラルシュにおいてフランス王フィリップ2世により会議に召喚された。フィリップ1世はフランス王に忠誠を誓い、ボードゥアンの娘たちをフランス王の後見の下に置くことを余儀なくされた。これらに加えフィリップ1世は、フィリップ2世とアニェス・ド・メラニーの娘マリーと結婚することを余儀なくされた。
ナミュールにおいて、フィリップ1世は平和的で敬虔な領主として社会を発展させた。また、フィリップ1世は多くの領主間の調停も行った。フィリップ1世は1212年10月9日にヴァランシエンヌにおいて赤痢で死去した。フィリップ1世は双子の妹ヨランドを自身の継承者に指名していた。